# Pitkätsaaret (ö i Finland)
Pitkätsaaret är en ö i Finland. Den ligger i sjön Lentua och i kommunen Kuhmo i den ekonomiska regionen  Kehys-Kainuu  och landskapet Kajanaland, i den centrala delen av landet, 500 km nordost om huvudstaden Helsingfors. Öns största längd är 190 meter i öst-västlig riktning. Notera att namnet antyder att det är fråga om flera öar.

## Klimat
Trakten ingår i den boreala klimatzonen. Årsmedeltemperaturen i trakten är −2 °C. Den varmaste månaden är augusti, då medeltemperaturen är 14 °C, och den kallaste är december, med −9 °C.